# Амрафел

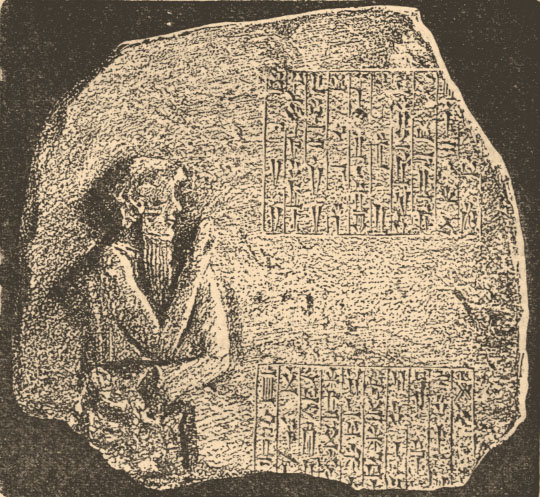
Иллюстрация из Еврейской энциклопедии Брокгауза и Ефрона (1906—1913). Скульптурная таблица, изображающая Амрафела (в качестве прообраза использован Хаммурапи)

Амрафел (др.-евр. אמרפל‬) — библейский царь Сеннаара, который, во времена Авраама, соединившись с царём Элама Кедорлаомером и двумя другими царями, пошёл войной против Содома и других городов, лежавших в долине Сиддим, где ныне Мёртвое море. Вместе эти цари одержали победу в сражении в долине Сиддим (англ. Battle of Siddim).
Сеннаар при этом часто употребляется в качестве синонима Вавилонии в Книге Иисуса Навина (7:21), Книге пророка Исаии (11:11) и Книге пророка Захарии (5:11).

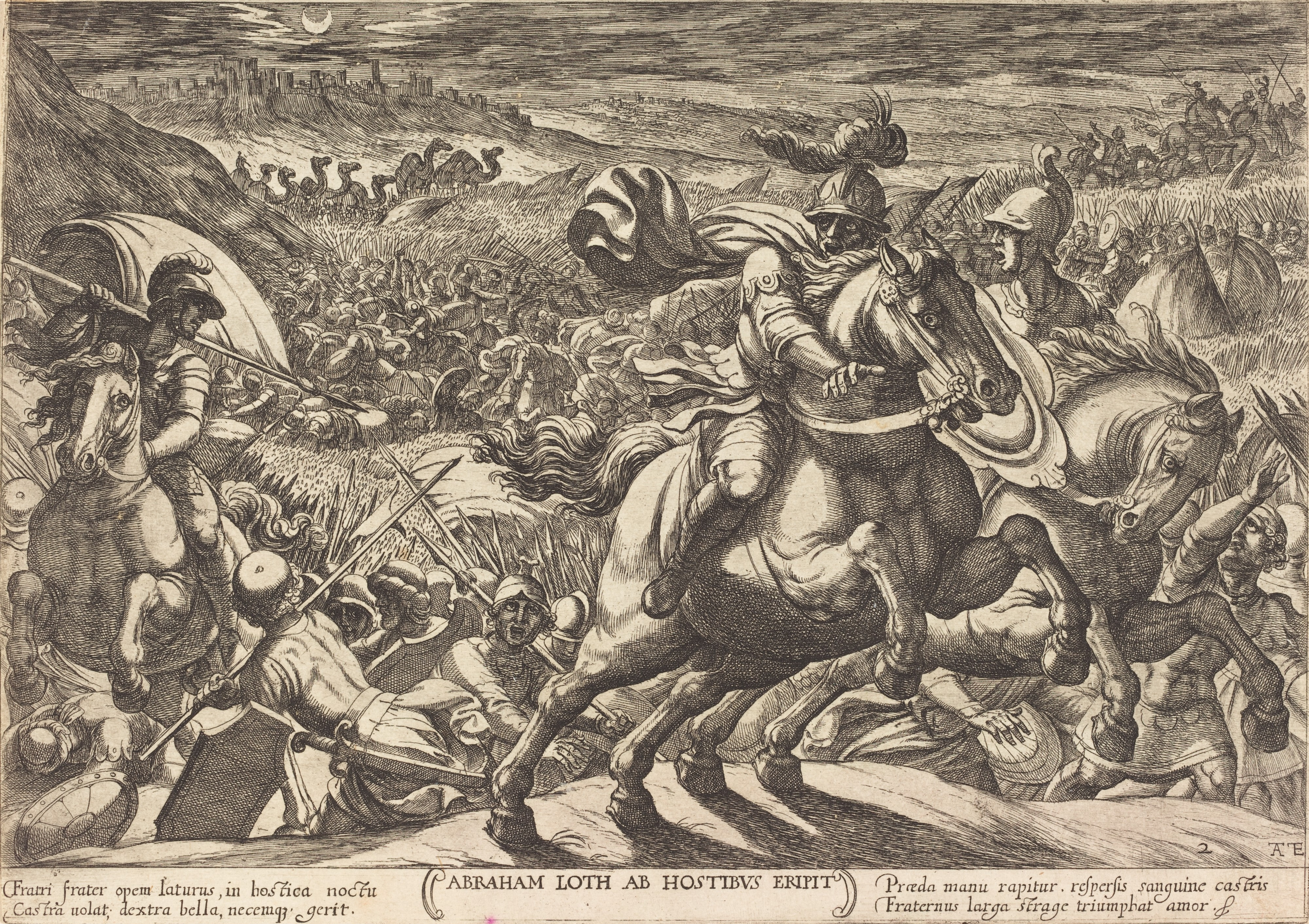
Битва при Содоме

Вопрос о том, какое именно историческое лицо носило имя Амрафела, оставался долго спорным среди историков, и в настоящее время на этот счёт не существует решения, которое удовлетворяло бы всех учёных. Шрадер (Die Keilinschriften u. das Alte Testament, II) первый высказал мнение, что Aмрафел — вавилонский Хаммурапи, шестой царь первой династии, царствовавшей в Вавилоне. Эта гипотеза нашла немало приверженцев как среди ассириологов, так и среди авторитетов в области толкования Ветхого Завета. Однако превращение имени Хаммурапи в еврейскую форму Амрафел с трудом поддаётся объяснению. Отчасти вопрос этот разрешается клинописным изображением этого имени — «Кимтарапашту» (великий народ или династия). Здесь «ам» = «Кимта», а «рафел» = «рапалту» = «рапашту».[прояснить] Хаммурапи был основателем объединённого вавилонского царства со столицей Вавилоном. В генеалогическом списке царей указывается на продолжительность его правления (именно 55 лет), но эта цифра не вполне достоверна, так как открытый в XIX веке памятник сокращает до 43 лет царствование тех, которые, как раньше предполагали, царствовали по 55 лет. Наконец, само время царствования Хаммурапи также весьма спорно. Sayce относит его к 2376—33 гг. до н. э. (Early Israel, стр. 281), основываясь при этом на туземных источниках, и считает вторую династию в смысле её исторической достоверности аналогичной с первою, хотя продолжительность правления отдельных царей её определяется в 60, 56, 55 и 50 лет. Леман (Zwei Hauptprobleme der altorientalischen Chronologie) находит более правильными года 2248—2194, между тем как Гоммель (Hommel) готов отнести их ещё более назад. Главное затруднение состоит в этом случае в согласовании данных исторических изысканий с Амрафелом или, вернее, с тем периодом, к которому принято относить повествование о нём в Библии.
Владычество Амрафела было отмечено великими делами внутреннего строительства, из которых главнейшими были — проведение канала в Вавилон, сооружение там колоссальных складочных магазинов, постройка храмов в Ларсе и Сиппаре и возведение вокруг последнего стен «подобных великой горе». Существование объединённой этим монархом Вавилонии продолжалось до перехода (в 538 году до н. э.) этой державы из рук семитов к персам.